# Galanthus
El gènere Galanthus és un gènere de plantes amb flor dins la família Amaryllidaceae. Són entre els primers bulbs a florir a la primavera. L'espècie més coneguda del gènere i l'única present a Europa occidental és el lliri de neu (Galanthus nivalis). Totes les espècies d'aquest gènere tenen un bulb i fulles lineals amb tiges florals erectes. Se'n fan servir diverses espècies en jardineria. Pertanyen al grup de plantes que s'anomenen "lliris". En el calendari revolucionari francès se li dedica amb el nom francès de perce-neige, un dia de l'hivern.

## Biopesticida
L'any 2014 investigadors de la Universitat de Newcastle van desenvolupar un nou pesticida ecològic a base del verí d'una espècie d'aranya de la subfamília Atracinae i la proteïna (lectina) de Galanthus.

## Taxonomia
N'hi ha unes vint espècies:
- Galanthus x allenii
- Galanthus alpinus
- Galanthus caucasicus
- Galanthus fosteri
- Galanthus elwesii
- Galanthus gracilis
- Galanthus ikariae
- Galanthus imperati
- Galanthus lagodechianus
- Galanthus latifolius
- Galanthus nivalis
- Galanthus peshmenii
- Galanthus platyphyllus
- Galanthus plicatus
- Galanthus reginae-olgae
- Galanthus rizehensis
- Galanthus woronowii